# Atletiek op de Paralympische Zomerspelen 2024 - Kogelstoten vrouwen F33
Het Kogelstoten voor vrouwen klasse F33 op de Paralympische Zomerspelen 2024 vond plaats op 5 september in het Stade de France. Deze klasse is voor atleten met cerebrale parese met een prima handfunctie maar een slechte rompstabiliteit hebben. De winnares van 2020 was Asmahane Boudjadar uit Algerije. Zij werd in 2024 opgevolgd door de Chinese Qing Wu, het zilver was voor de Mexicaanse Gilda Guadalupe Cota Vera en Svetlana Krivenok won de bronzen medaille.

## Records
Voorafgaand aan het toernooi waren dit het wereldrecord en het Paralympisch record.
| Wereldrecord        | Mexico Gilda Guadalupe Cota Vera | 8.23 | Xalapa | 6 april 2024     |
| Paralympisch record | Algerije Asmahane Boudjadar      | 7.10 | Tokio  | 2 september 2021 |

## Uitslag
| Rang   | Atleet                    | Atleet | #1   | #2   | #3   | #4   | #5   | #6   | Resultaat | Bijz. |
| ------ | ------------------------- | ------ | ---- | ---- | ---- | ---- | ---- | ---- | --------- | ----- |
| Goud   | Qing Wu                   | CHN    | 7.87 | 7.91 | x    | 7.98 | 7.97 | 7.98 | 7.98      | PR    |
| Zilver | Gilda Guadalupe Cota Vera | MEX    | 7.85 | x    | 7.31 | 7.28 | 7.89 | 7.63 | 7.89      |       |
| Brons  | Svetlana Krivenok         | NPA    | 7.36 | 7.74 | 7.14 | 7.34 | 7.22 | 4.91 | 7.74      | PB    |
| 4      | Asmahane Boudjadar        | ALG    | 7.01 | 6.95 | 7.15 | 6.94 | 7.30 | 7.13 | 7.30      | PB    |
| 5      | Fouzia El Kassioui        | MAR    | 6.92 | 7.07 | 7.16 | x    | x    | x    | 7.16      | SB    |
| 6      | Julia Hanes               | CAN    | 7.00 | 7.15 | 6.93 | 6.78 | 7.15 | 7.14 | 7.15      | PB    |
| 7      | Joanna Oleksiuk           | POL    | 6.38 | 6.52 | 6.46 | 6.54 | 6.47 | 6.58 | 6.58      |       |
| 8      | Maria Strong              | AUS    | 6.12 | 5.89 | x    | 6.35 | 5.96 | 6.16 | 6.35      |       |
| 9      | Sara Hamdi Masoud         | QAT    | 4.93 | 4.99 | 5.02 | 4.92 | 4.88 | 5.03 | 5.03      |       |